# 定錨效應
定錨效果（英語：Anchoring Effect，或focalism），心理學名詞，是認知偏差的一種。

## 定義
人類在進行決策時，會過度偏重先前取得的資訊（這稱為錨點），即使這個資訊與這項決定無關。在進行決策時，人類傾向於利用此片斷資訊（錨點），快速做出決定。在接下來的決定中，再以第一個決定為基準，逐步修正。但是人類容易過度利用錨點，來對其他資訊與決定做出詮釋，當錨點與實際上的事實之間有很大出入，就會出現當局者迷的情況。

## 舉例
例子1：假設A店和B店都陳列完全一樣的三千五百日圓混裝餅乾。
A店主要是賣一千日圓左右的餅乾為主，所以客人看到三千五百日圓的商品，會覺得「貴」。但是B店大多是賣價格在五千日圓上下的餅乾，看到三千五百日圓的混裝餅乾，會覺得「便宜」。
例子2：阿仙奴中場格列沙加是球隊中埸重心球員。
在過去三季比賽中，共114場比賽，有5場被罰紅牌
而有球迷在看見其某一兩埸比賽獲得紅牌，會覺得其全部球會比賽均魯莽行事。
然而，在格列沙加為國家隊效力之時，整體防守較兇狠之下，球迷卻認為格列沙加表現不夠兇狠。
這就是所謂「定錨效果」。

## 發展
定錨效應最早由阿摩司·特沃斯基與丹尼尔·卡内曼進行觀察，並以加以理論化。
他們要求參加者在5秒內計算{\displaystyle 1\times 2\times 3\times 4\times 5\times 6\times 7\times 8}或{\displaystyle 8\times 7\times 6\times 5\times 4\times 3\times 2\times 1}。由於參加者沒有足夠時間計算，所以他們嘗試估計答案。由小數字開始（1到8），參加者估計是512，由大數字開始（8到1）參加者估計是2250。正確答案是40320。
在其他「估計」的實驗，亦觀察到相同的現象。